# Яффе, Дон
Дон Яффе (нем. Don Jaffé; род. 24 января 1933, Рига) — немецкий виолончелист и композитор еврейского происхождения. Отец Рамона Яффе.
Вырос в Риге, за исключением периода эвакуации в 1941—1944 гг., проведённого в Сибири. Окончил Рижскую консерваторию (1951), затем преподавал в ней. В 1971 г. вместе с женой и двумя детьми репатриировался в Израиль. Преподавал в Иерусалимской академии музыки и танца, в 1973 г. участвовал в Войне Судного дня.
С 1974 г. живёт и работает в Германии. В течение одного сезона солист Берлинского симфонического оркестра, затем в 1975—1997 гг. играл в Бременском филармоническом оркестре. В 1997 г., выйдя на пенсию, посвятил себя музыкальной композиции.
Большинство сочинений Яффе посвящено еврейским темам, прежде всего теме Холокоста. Ему принадлежат, в частности, соната для виолончели соло «Шоа», соната для виолончели и фортепиано «Еврейский скорбный путь» (итал. Via dolorosa ebraica; 2007), «Фуга смерти» для виолончели, органа и хора (по одноимённому стихотворению Пауля Целана). Среди других произведений Яффе — симфония «Сон разума рождает чудовищ» (по мотивам одноимённой гравюры Франсиско Гойи), камерная симфония Exodus 1971 для виолончели, фортепиано и струнного оркестра (посвящённая эмиграции композитора из СССР), сюита-фантазия «Саулкрасты» (для виолончели и арфы) и др. В XXI века музыка Яффе звучит и на его родине в Латвии.